# 대한민국 국가과학자
대한민국의 국가과학자는 최고수준의 과학자에게 연구비를 지원하고 명예를 부여하는 국기과학자연구지원사업에서 선정된 과학자이다.

## 목록
- 2006: 이서구, 신희섭
- 2007: 유룡
- 2010: 김빛내리, 노태원, 남홍길, 김광수, 황준묵
- 2012: 강봉균, 김승우

## 같이 보기
- 대한민국 최고과학기술인상